# Nouvelle
Nouvelle är en kommun i den kanadensiska provinsen Québec. Den ligger i regionen Gaspésie–Îles-de-la-Madeleine, i den östra delen av landet, 800 km öster om huvudstaden Ottawa.